# Chenini
Pour l’article homonyme, voir Chenini Nahal.
Chenini (arabe : شنني) est un village troglodytique berbérophone du sud de la Tunisie situé à 18 kilomètres de Tataouine.

## Ksar
Il est surplombé par un ksar citadelle (grenier fortifié), ou kalâa, juché sur une butte à environ 500 mètres d'altitude. Il s'agit d'un lieu de stockage des réserves alimentaires et des biens de valeur qui servait également de refuge en cas d'attaque. Comme les ksour de Douiret ou Guermessa, il a « permis aux Berbères […] de se maintenir, tout en établissant des relations de clientèle et de protection avec les tribus arabes » arrivées notamment lors des invasions hilaliennes au XIe siècle. « Lorsque le risque d'invasion ou de pillage [est] devenu moins important et avec la sédentarisation des berbères, le village a commencé à se développer sur les flancs de la butte et vers le bas » jusqu'à la création du nouveau village de Chenini vers 1960.

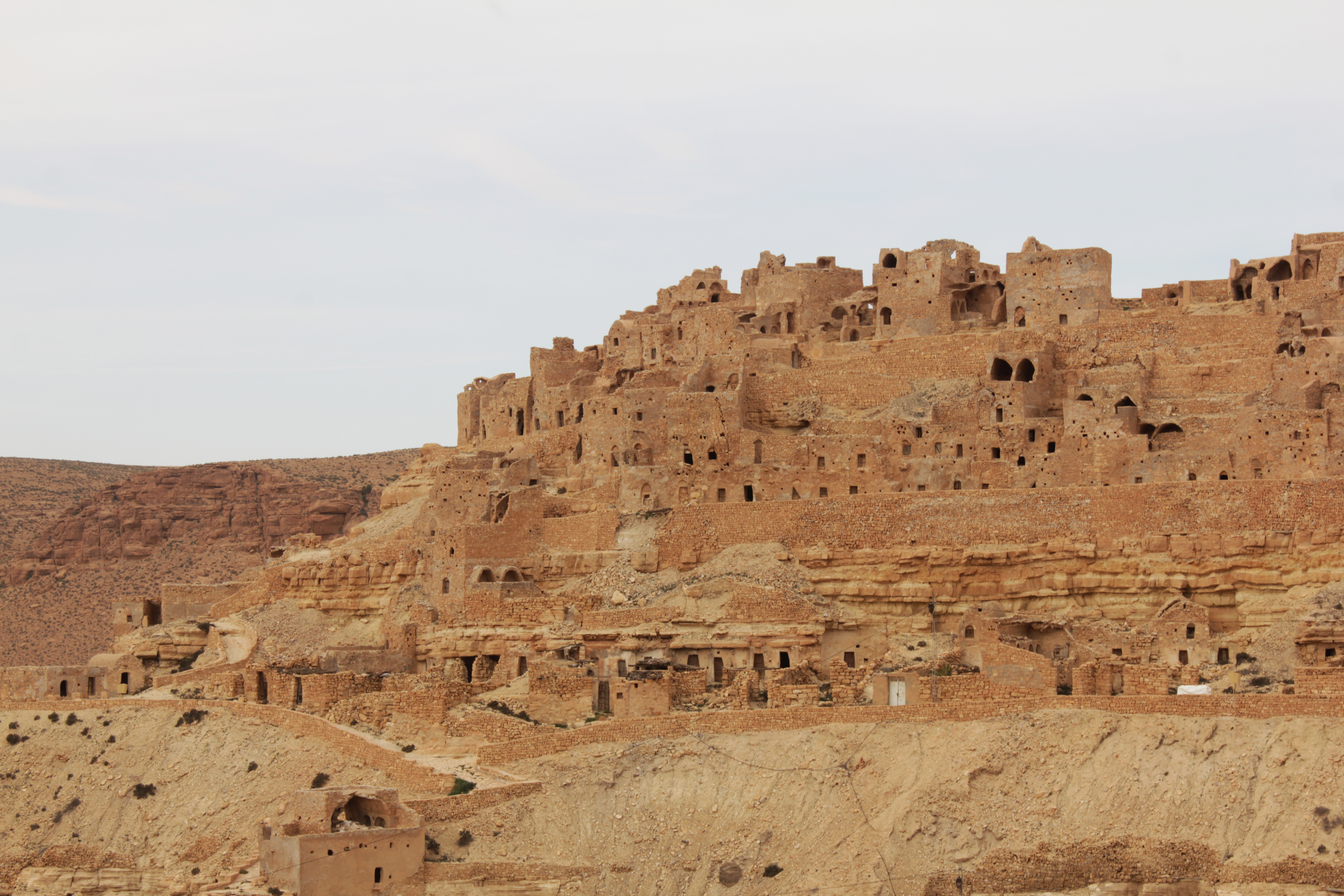
Vue du village dominé par le ksar.
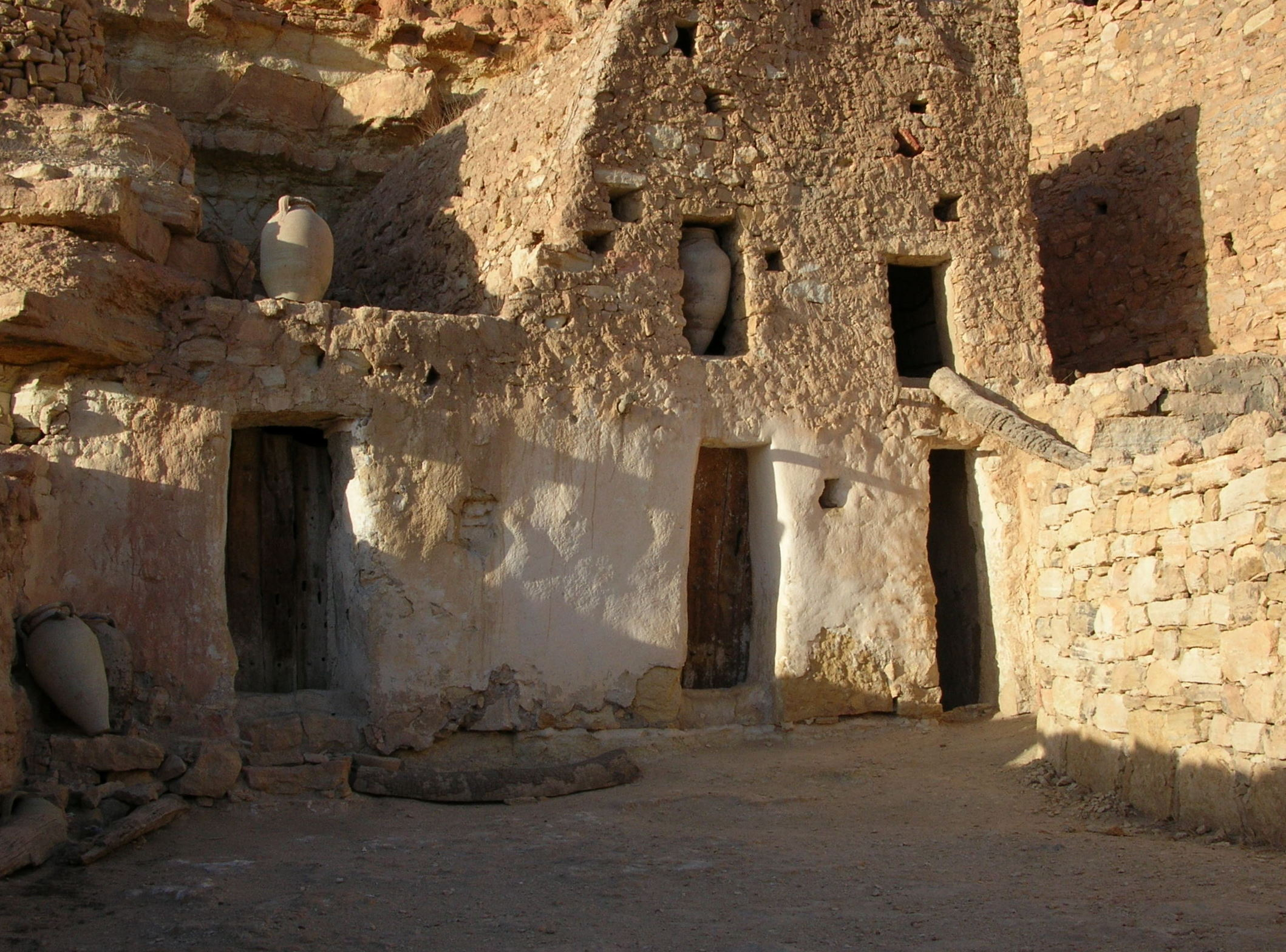
Entrées d'une ancienne habitation.

## Économie
Des habitations troglodytes rénovées mais traditionnelles y servent d'hôtel touristique.

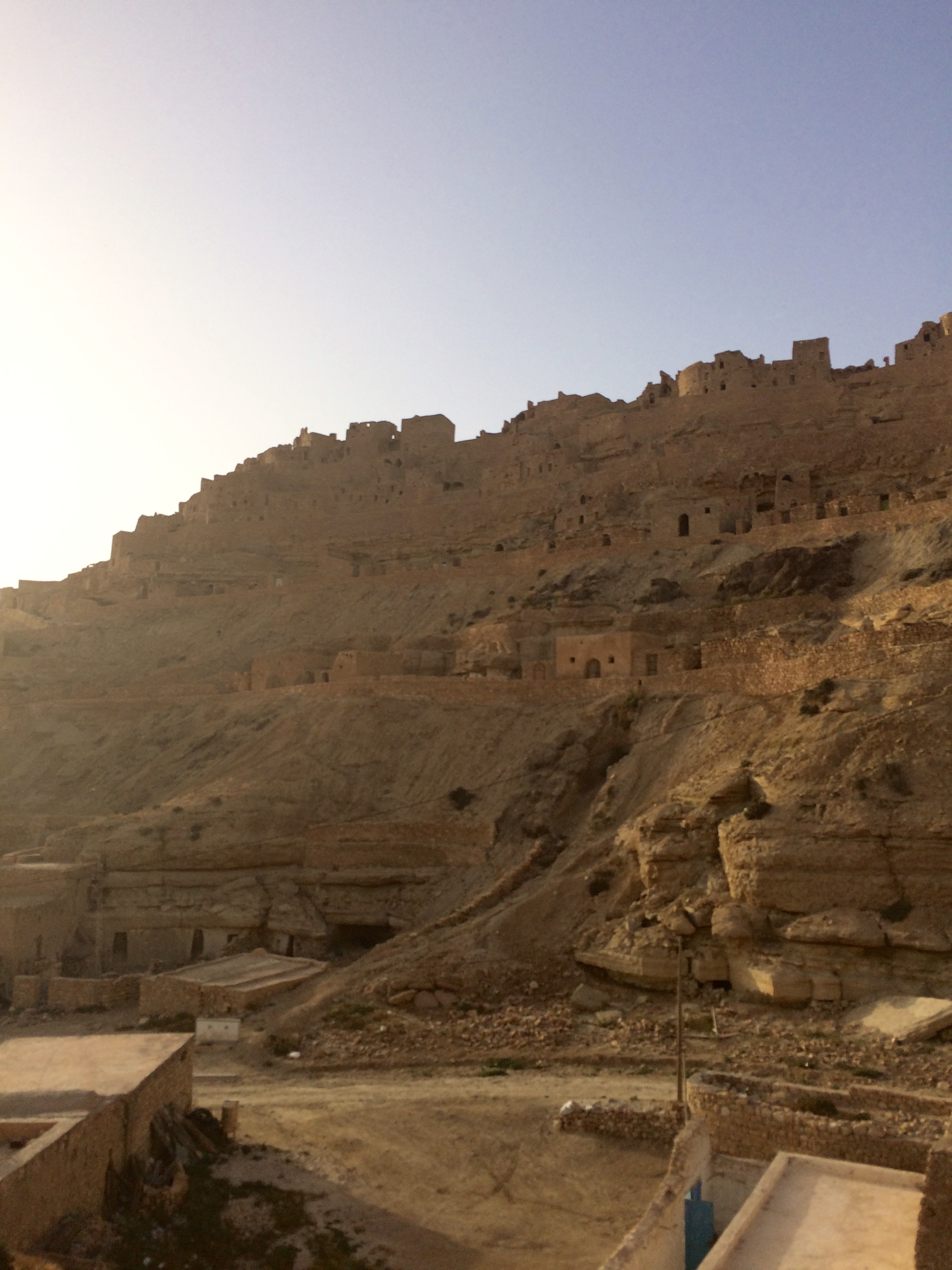
Vue de l'ancien village de Chenini depuis l'hôtel troglodyte (avril 2018).
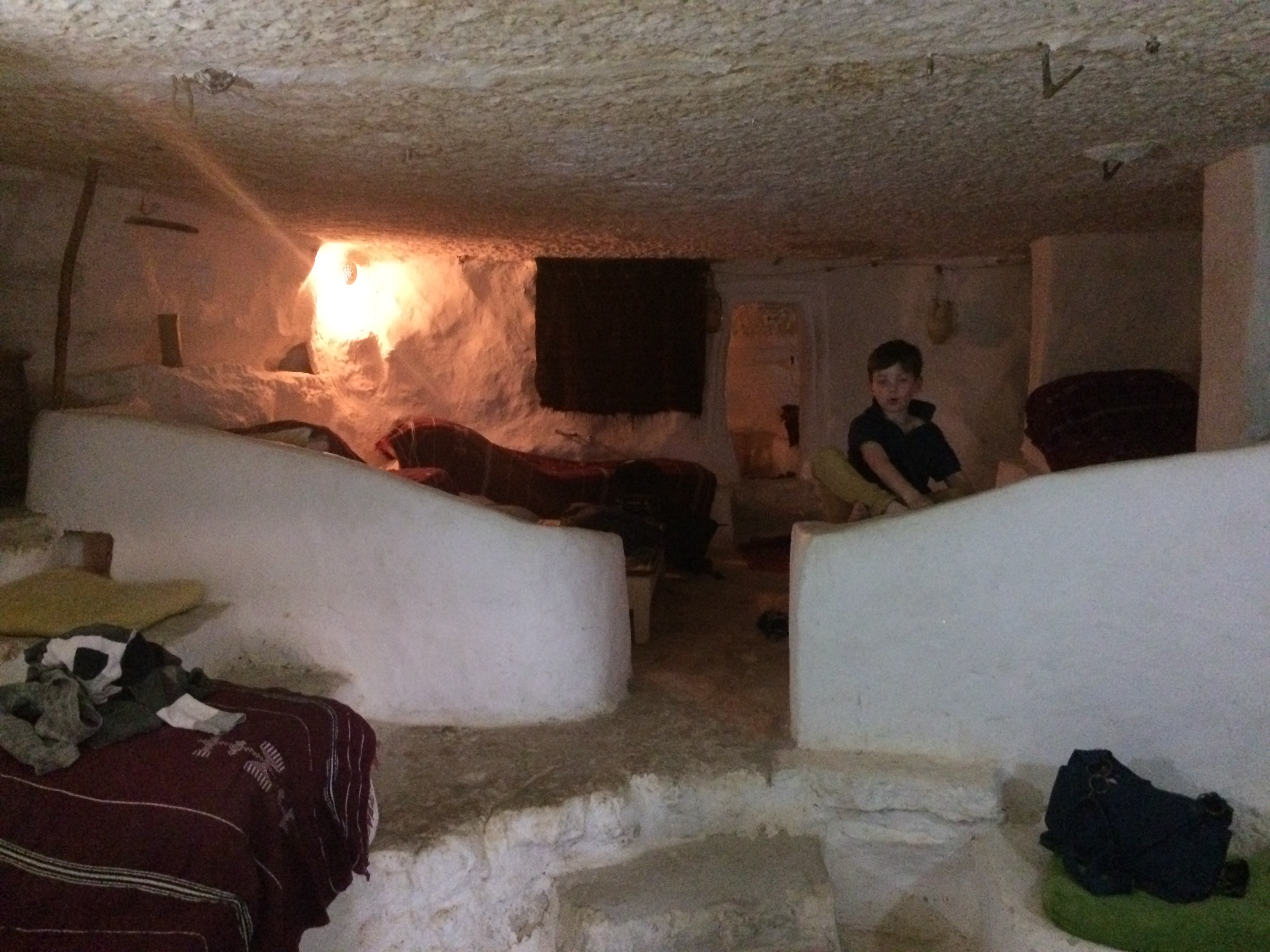
Intérieur de l'une des chambres de l'hôtel (avril 2018).

## Culture populaire
Lieu de tourisme sur le circuit des ksour de Tunisie, Chenini est également connu à travers le monde entier pour son nom qui inspira le réalisateur de cinéma George Lucas dans le choix du nom de l'une des trois lunes de la planète Tatooine (Ghomrassen, Guermessa et Chenini) où sont nés Anakin Skywalker et Luke Skywalker dans Star Wars,.